# OAK Racing
OAK Racing, voorheen bekend als Promatecme en Saulnier Racing, is een autosportteam uit Frankrijk. In 2013 won het team de 24 uur van Le Mans in de LMP2-klasse en werd daarna wereldkampioen in deze klasse in het FIA World Endurance Championship. Sinds het eind van 2006 is het team in handen van de Franse zakenman en autocoureur Jacques Nicolet.

## Geschiedenis

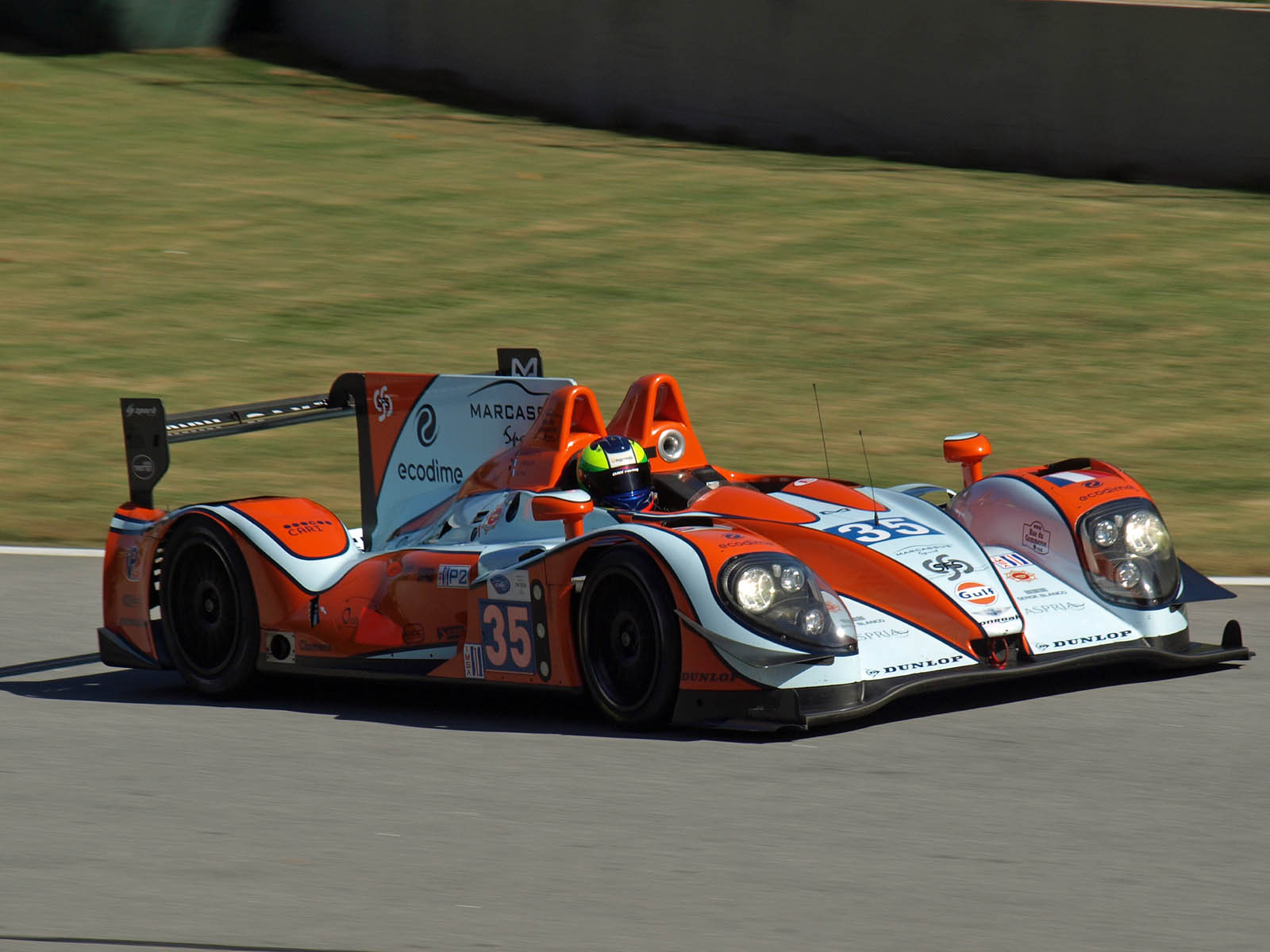
Olivier Pla in een OAK Racing LMP2-auto uit 2012.

In 1980 werd het team opgericht door Serge Saulnier onder de naam Promatecme om deel te nemen aan het Franse Formule 3-kampioenschap. In 1992 werd het kampioen in deze klasse met Franck Lagorce en in 2001 met Ryo Fukuda. In latere jaren was het ook succesvol in het Britse Formule 3-kampioenschap, en reed het ook in het Duitse Formule 3-kampioenschap. In 2000 ging het team verder onder de naam Saulnier Racing toen het eveneens instapte in de World Series by Nissan en later in diens opvolger, de World Series by Renault. In 2006 maakte het team de overstap naar de Le Mans Series, waarin het deelnam in de LMP1-categorie.
In 2006 werd het team overgenomen door Jacques Nicolet, die met het team de overstap maakte naar de LMP2-klasse in 2007. In 2008 nam het team met één auto deel aan zowel de LMP1- als de LMP2-klasse, een beslissing die werd beloond met een derde plaats in de 24 uur van Le Mans in de LMP2.
In 2009 werd de naam van het team officieel veranderd in OAK Racing. Rond deze tijd werd er ook een overeenkomst afgesloten met de Franse afdeling van Mazda om twee Pescarolo-Mazda's te laten rijden in de LMP2-klasse van de Le Mans Series, de 24 uur van Le Mans en twee races van de Asian Le Mans Series. In december van dat jaar werd de fabricage van het team overgenomen door Pescarolo Sport, terwijl de constructie van het chassis van Pescarolo weer werd overgenomen door OAK.

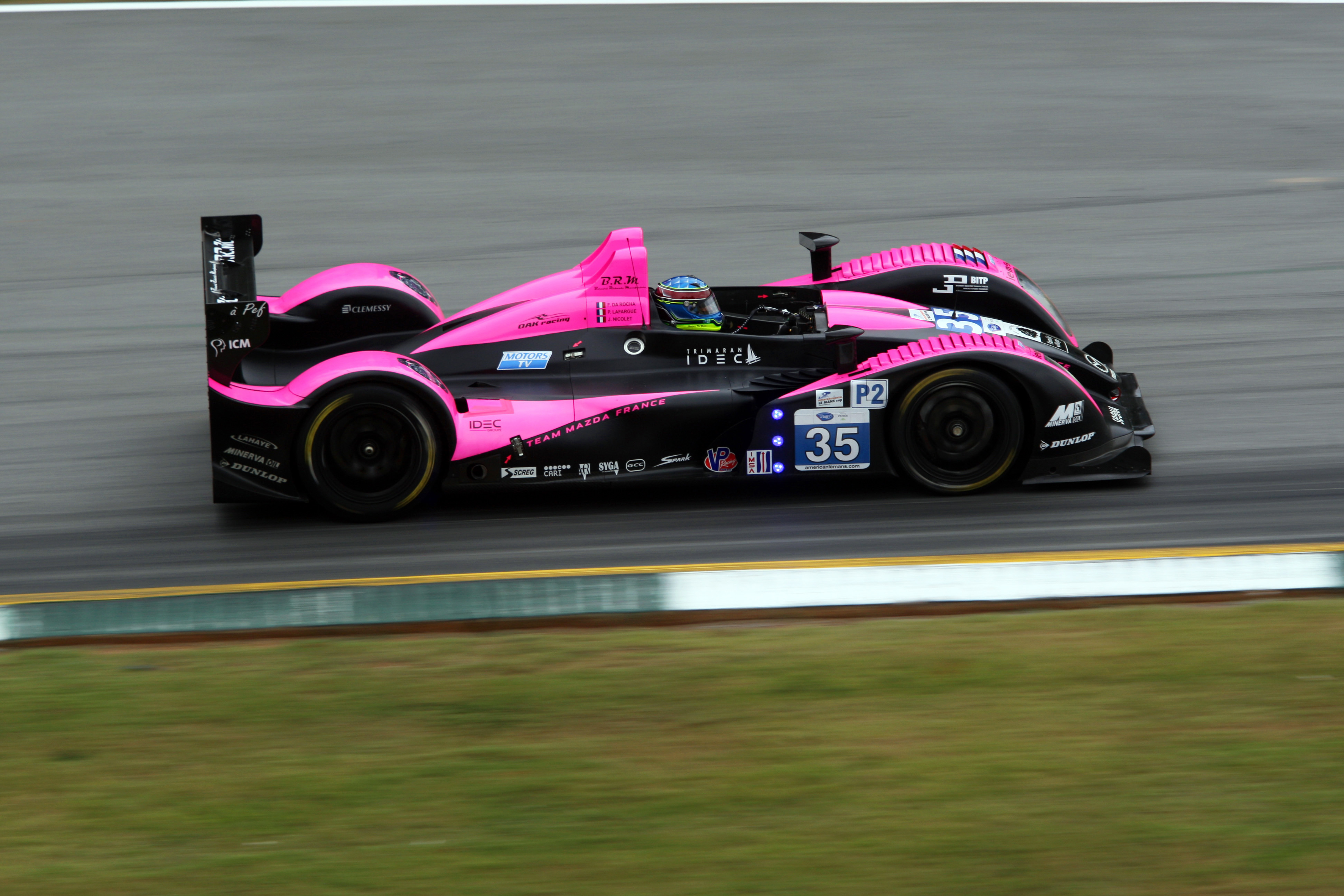
OAK Racing in de Petit Le Mans in 2010.

In 2010 zette het team twee LMP2-auto's in in de Le Mans Series en 24 uur van Le Mans, alsmede in de nieuwe Intercontinental Le Mans Cup. In deze laatste klasse werd het LMP2-teamkampioenschap gewonnen.
In 2011 reed het team met twee auto's in de LMP1-klasse van de Intercontinental Le Mans Cup. Deze overstap kostte de nodige moeite en er werd slechts één podiumplaats behaald tijdens de 6 uur van Silverstone. Ook reed het team met één LMP2-auto in de ILMC, waarin het tweede werd, en in de 24 uur van Le Mans.
In 2012 werd de ILMC vervangen door het FIA World Endurance Championship, waarin OAK deelnam met een auto genaamd Morgan LMP2, na een samenwerking met de Morgan Motor Company. Er werd één auto ingezet in zowel de LMP1- als de LMP2-klasse en werd in beide kampioenschappen vierde. In de LMP1-klasse moest het team echter een paar races missen vanwege grote problemen met de betrouwbaarheid. Aan het eind van het seizoen werden Plowman, González en Baguette kampioen in de LMP2-klasse van het FIA WEC, terwijl Pla, Brundle en Hansson tweede werden in de eindstand.

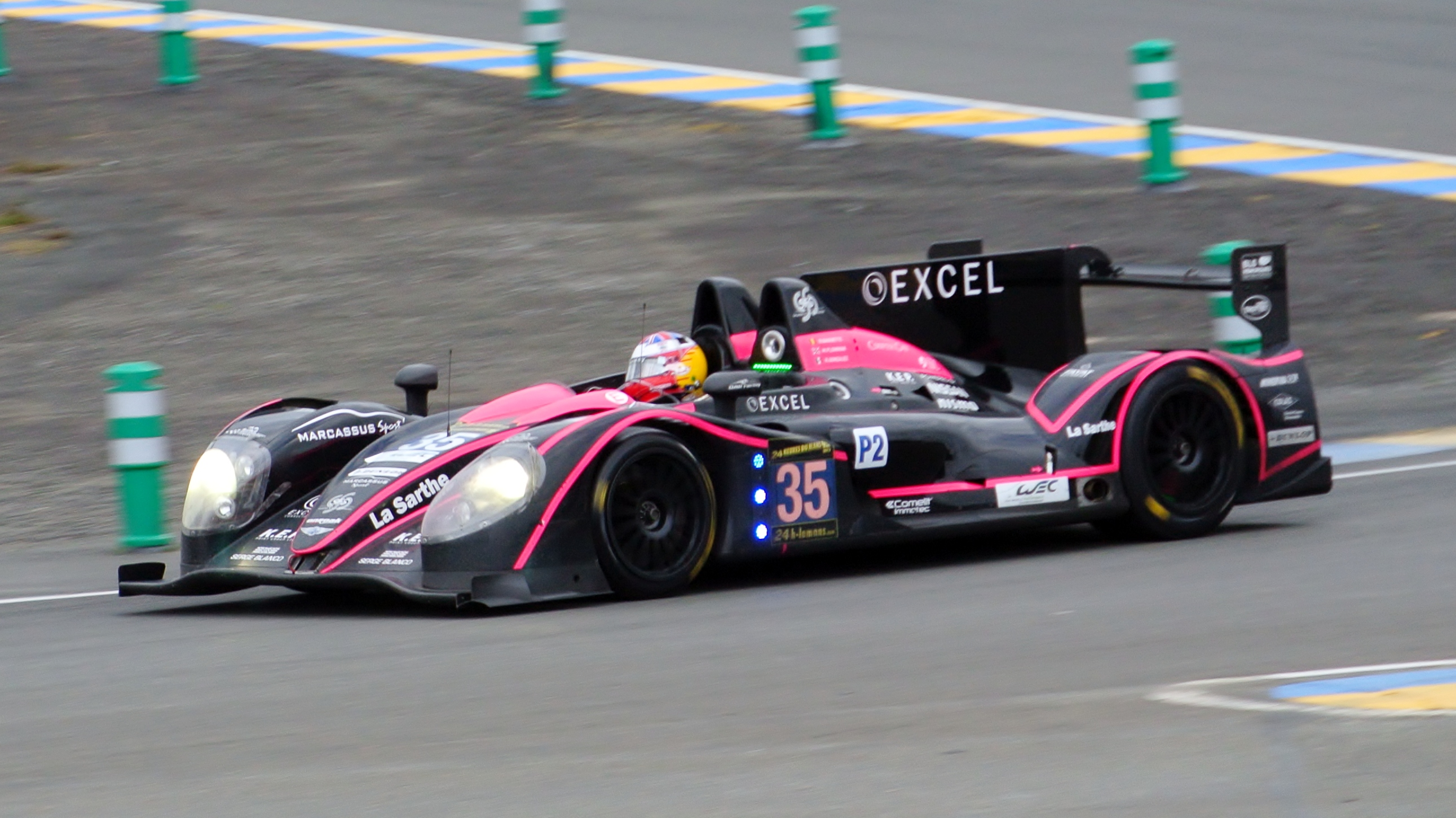
OAK Racing wint de LMP2-klasse van de 24 uur van Le Mans 2013 met Martin Plowman, Ricardo González en Bertrand Baguette.

Tijdens de 24 uur van Le Mans 2013 eindigde OAK Racing als eerste en tweede in de LMP2-klasse. Auto #35, met als coureurs Martin Plowman, Ricardo González en Bertrand Baguette, eindigde als eerste, terwijl auto #24, met Olivier Pla, Alex Brundle en David Heinemeier Hansson, tweede werd.
In 2014 maakte OAK Racing de overstap naar het nieuwe United SportsCar Championship met Pla en Gustavo Yacamán en won één race op Mosport Park. Daarnaast reed het in het FIA WEC onder de naam G-Drive Racing, een naam die zijn intrede maakte samen met coureur Roman Rusinov. Samen met Pla en Julien Canal wonnen zij vier van de acht races, maar twee uitvalbeurten kostten hen de titel, die in plaats hiervan ging naar SMP Racing-coureur Sergey Zlobin.
In 2015 reed het team onder zowel de naam OAK Racing als de naam G-Drive Racing, maar de inschrijving onder de officiële naam van het team werd na drie races teruggetrokken. G-Drive daarentegen won met Rusinov, Canal en Sam Bird vier races en de LMP2-titel, terwijl Yacamán, González en Pipo Derani met één overwinning derde werden.
In 2016 maakte het team de overstap naar de LMP3-klasse van de European Le Mans Series, waarin het weer reed onder de naam OAK Racing. Het team kende een moeilijk seizoen en hun auto's eindigden als vijftiende en negentiende in het klassement. Daarnaast nam het ook weer deel aan de 24 uur van Le Mans als zogeheten "Garage 56"-inschrijving; deze inschrijving wordt gebruikt voor innovatieve technologieën. Frédéric Sausset, die in 2012 bij een infectie al zijn ledematen verloor, reed in een auto die speciaal voor hem was aangepast. Samen met Christophe Tinseau en Jean-Bernard Bouvet, die de auto ook op de normale manier konden besturen, legde hij 315 ronden af en eindigde hiermee op een 38e plaats in de race.